# 尚凤英
尚凤英（1963年5月—2017年7月5日），四川省绵阳市人，中华人民共和国政治人物。

## 生平
1984年8月参加工作，1993年8月加入中国共产党。曾担任西藏自治区妇联权益部副部长、部长，区妇联发展部部长等职，2011年1月任区工商行政管理局党委委员、纪检组组长，2016年6月，任西藏自治区住房和城乡建设厅党组成员、区纪委驻区住房和城乡建设厅纪检组组长。
2017年7月5日在四川成都因病逝世，享年54岁。